# Zika virus
Zika virus (zkráceně ZIKV, od r. 2024 binominálně Orthoflavivirus zikaense, česky virus Zika či virus zika) je virus patřící do čeledi Flaviviridae, který je přenášen komáry egyptskými. Způsobuje horečku zika, která se kromě vysokých teplot projevuje také vyrážkou a bolestí hlavy i kloubů. Vysoké riziko představuje pro těhotné ženy, jejichž dětem může způsobit těžkou vývojovou poruchu mikrocefalii.

## Přenos viru

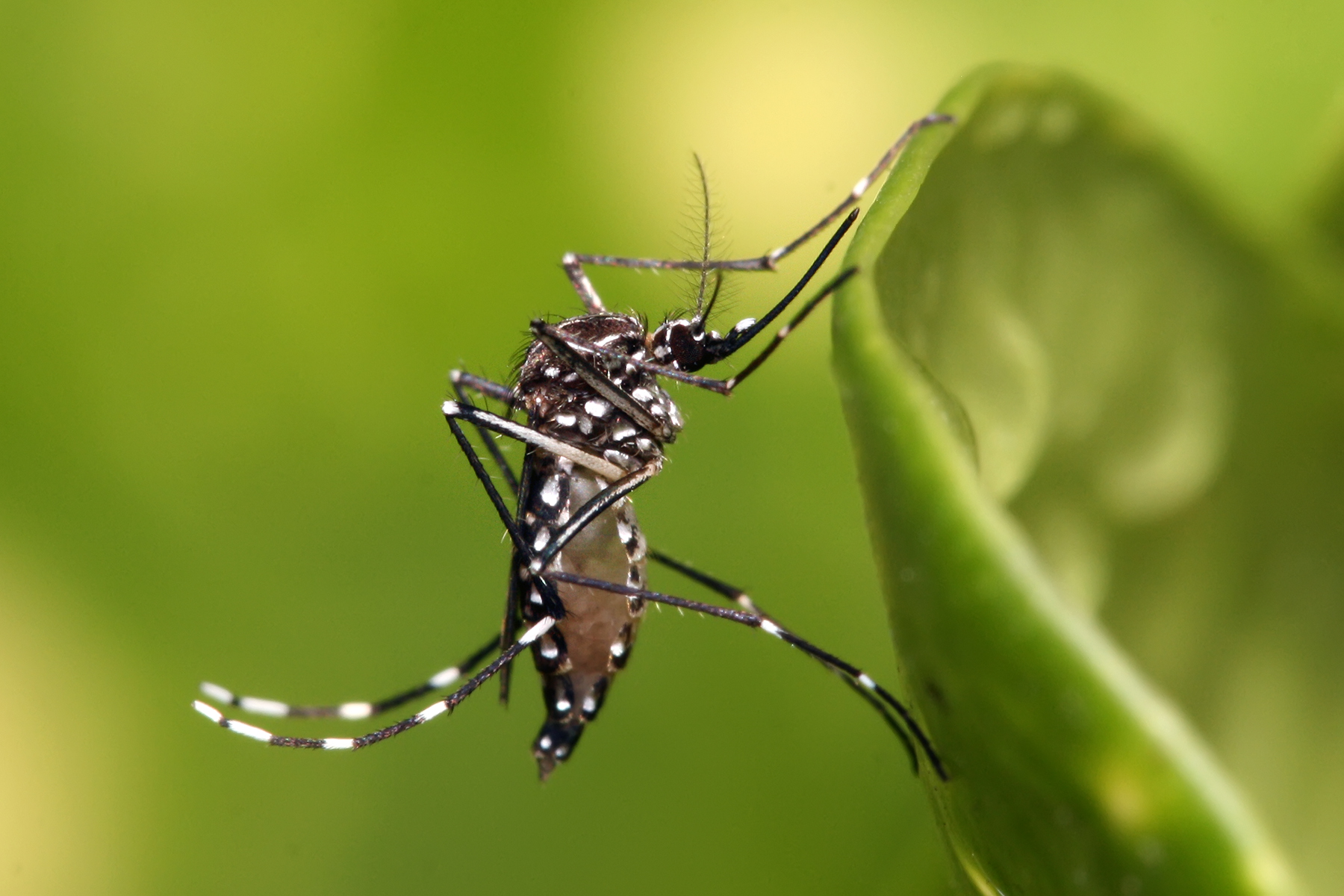
komár egyptský, přenašeč viru

### Přenašeč
Virus šíří komár egyptský a přenos je také možný z komára na jeho vajíčko. V laboratorních podmínkách bylo nakaženo průměrně jedno z 290 vajíček.

### Přenos mezi lidmi
Původně se uvádělo, že virus Zika není mezi lidmi nakažlivý. V únoru 2016 ale BBC uvedla, že se virus přenáší mezi lidmi pohlavním stykem. Dle amerických vědců virus přežívá v lidském spermatu, čímž se z nakažených mužů stávají přenašeči tohoto onemocnění.
Krátce poté brazilští zdravotníci potvrdili také přenos viru prostřednictvím krevní transfúze. Aktivní virus byl objeven také ve vzorcích moči a slin.
Ohledně šíření viru se vyskytlo také několik nepravdivých informací. Server Osel.cz zveřejnil aprílový článek o tom, že mezi toxoplasmózou a virem zika může být vazba.

### Prevence
Proti onemocnění neexistuje lék, brazilská vláda usiluje o urychlený vývoj vakcíny. Jedinou prevencí proto zůstává ochrana před komářím bodnutím. Armáda a zdravotníci likvidují stojaté vody, v nichž se komáři množí. Vědci doporučují v postižených oblastech nemít doma žádné nádoby s vodou, protože se tam vyskytují larvy a vajíčka přenašečů. Vyvíjejí také pesticidy, jež by vyhubily komáry i vajíčka, na která je virus přenosný v jednom z 290 případů. To se sice zdá jako nízké číslo, ale v reálných vysokých počtech komárů to představuje riziko, že pokud by byly vymýceni dospělí komáři, nezamezilo by to dalšímu šíření onemocnění.

## Projevy nakažení

### Inkubační doba
Inkubační doba u viru zika činí 3–12 dní, přičemž 80 % postižených nevykazuje žádné symptomy.

### Diagnóza
Pokud člověk v poslední době cestoval do zemí zasažených virovou infekcí Zika, je doporučeno po návratu navštívit lékaře, který provede krevní testy pro vyloučení nákazy. I když u více než poloviny nakažených se nemusí projevit žádné příznaky, mezi popsané příznaky patří horečka, bolest kloubů či svalů a zánět spojivek. Tyto příznaky jsou společné s horečkami dengue a chikungunya. Příznaky jsou obvykle velmi mírné a do týdne odezní.

### Následky nakažení

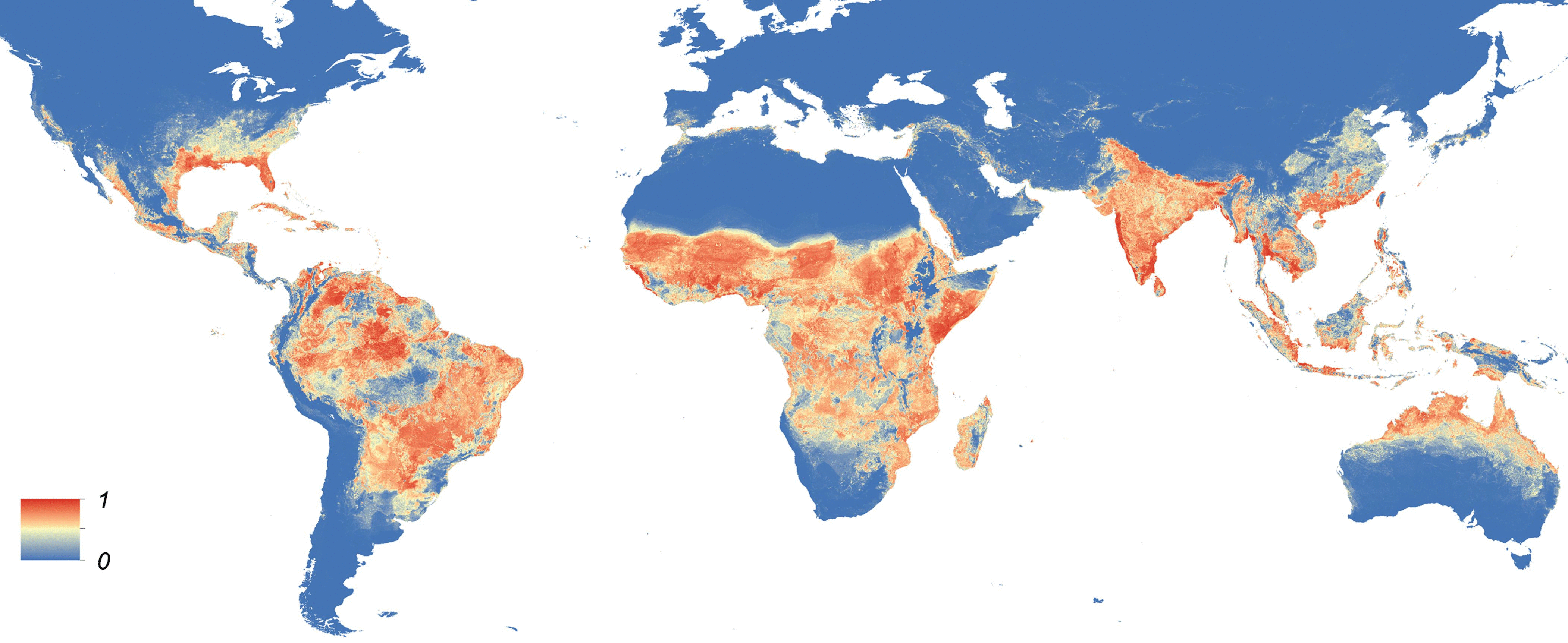
Výskyt přenašeče, komára Aedes aegypti ve světě. Modrá barva: nevyskytuje se

#### Horečka zika
Virus způsobuje horečku zika, která se kromě vysokých teplot projevuje také vyrážkou a bolestí hlavy i kloubů. Horečka zika obvykle nevyžaduje hospitalizaci v nemocnici.

#### Mikrocefalie
Virus zika způsobuje vážné poruchy plodu včetně mikrocefalie, která se projevuje zakrněním nebo předčasným ukončením růstu mozku. Zatímco v roce 2014 se v Brazílii s touto vadou narodilo 150 dětí, o rok později jich bylo 2 700. V některých částech Brazílie byl v této souvislosti vyhlášen výjimečný stav. Párům, plánujícím narození potomka, lékaři doporučují odložení početí.
Již nejméně pět dětí kvůli viru v Brazílii zemřelo.

#### Guillainův–Barrého syndrom
Podle Světové zdravotnické organizace může virus zika způsobit také vzácný Guillainův–Barrého syndrom. Toto neurologické onemocnění působí u dospělých dočasné ochrnutí.

## Rozšíření ve světě
Virus byl poprvé objeven v roce 1947 u opic v pralese Zika nedaleko Entebbe v Ugandě. První případy nákazy člověka byly hlášeny o sedm let později v Nigérii roku 1954. Pravděpodobně po roce 1945 virus migroval do Jihovýchodní Asie. V roce 2006 byl rozluštěn genom viru. První velká epidemie způsobená virem Zika byla monitorována v Mikronésii, kde v dubnu až květnu 2007 onemocnělo 185 lidí. Několik desítek dalších lidí tvrdilo, že prodělali nemoc s podobnými příznaky, avšak v jejich krvi nebyly zjištěny protilátky. Nebyla tehdy pozorována žádná úmrtí. Ještě na počátku roku 2014 bylo hlášeno okolo 250 nových případů nákazy, zejména v Africe a v Asii. Ovšem podle odborníků mohlo být toto nízké číslo způsobeno tím, že u většiny ostatních případů došlo k záměně s horečkou Dengue a dalšími virovými nákazami, které mají podobné příznaky.

### Výskyt Zika viru v ČR
Viroložka Hana Zelená v září 2016 uvedla, že se v České republice nacházelo 12 lidí nakažených virem Zika a 8 lidí s nákazou proběhlou v minulosti. V listopadu roku 2016 se počet mírně zvýšil, a to o 4 lidi nakažené virem Zika a 7 lidí s nákazou proběhlou v minulosti.

### Americká epidemie
V roce 2015 se začal virus dramaticky šířit především v jiho- a středoamerických státech. V roce 2016 už byl zjištěn ve více než dvaceti zemích, např. Brazílie, Kolumbie, Ekvádor, Paraguay, Panama, Mexiko. Přední američtí lékaři se obávali, že má virus pandemický explozivní potenciál a Světová zdravotnická organizace odhadovala, že v následujících několika letech může být nakaženo 3 až 4 miliony lidí.

### Globální stav nouze
V únoru 2016 vyhlásila Světová zdravotnická organizace (WHO) globální stav nouze, který stáhla v listopadu téhož roku s tím, že už nákaza nepředstavuje ohrožení veřejného zdraví mezinárodního významu. Stěžejní v boji s ní přitom bude výzkum.

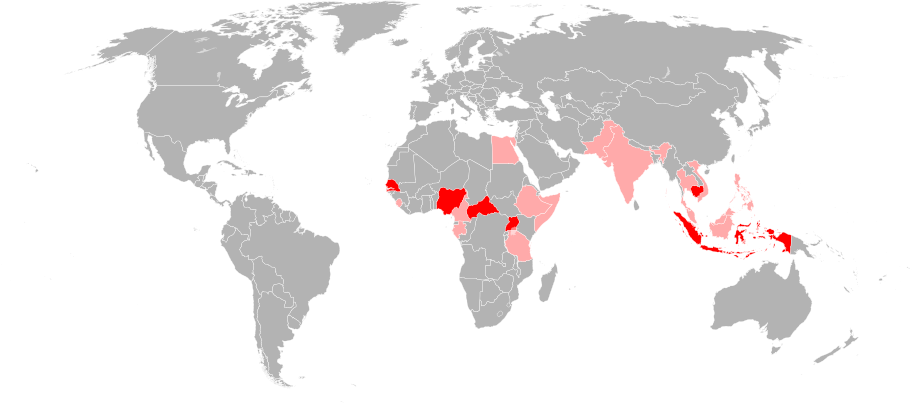
Výskyt viru Zika ve světě k roku 2012
Výskyt viru Zika ve světě k roku 2016
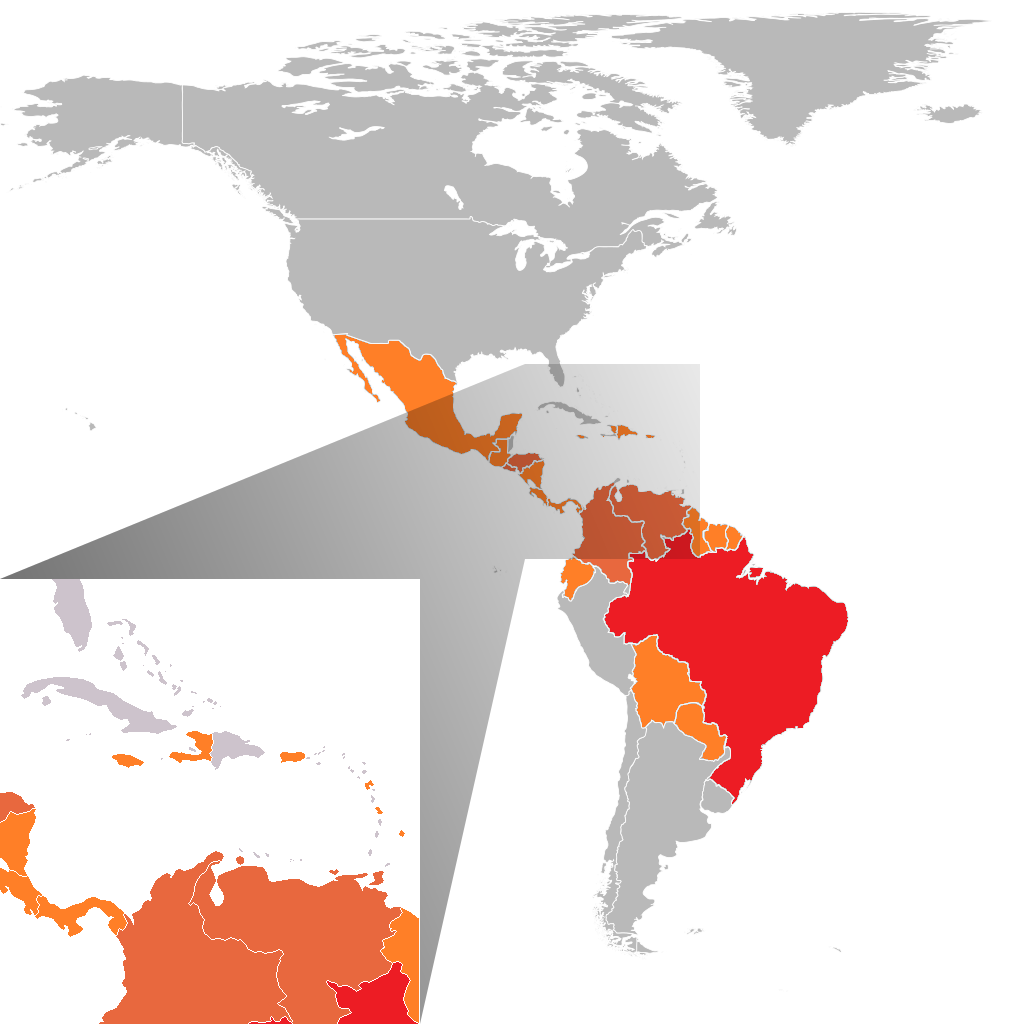
Výskyt viru Zika v Latinské Americe k roku 2016

#### Následky epidemie
V Brazílii byl největší výskyt zaznamenán na severovýchodě země. Případy nákazy se však objevily i na jihovýchodním pobřeží, kde se nachází bývalé hlavní město země Rio de Janeiro, v němž se v srpnu 2016 konaly letní olympijské hry. Brazílie tak v souvislosti s hrami zahájila v únoru 2016 masivní kampaň proti komárům a proti šíření viru a navýšila výdaje ministerstva zdravotnictví. Po celé zemi rozeslala příručky, jak se bránit nákaze, do postižených oblastí plánovala 13. února vyslat 220 000 vojáků, aby ten den obcházeli domácnosti a rozdávali pesticidy a moskytiéry.
Kvůli rekordně silnému kurzu dolaru chtělo mnoho Američanů strávit prázdniny v Jižní Americe. V lednu 2016 ale v souvislosti s dramaticky se šířící nákazou začali měnit plány a cesty odkládat nebo rušit.